# Двадесета српска бригада НОВЈ
Двадесета српска бригада НОВЈ формирана је 21. августа 1944. године у селу Трговишту код Сокобање. На дан формирања имала је четири батаљона са 380 бораца, у септембру 1500, а у новембру—децембру 3500—4000 бораца. До почетка септембра 1944. била је под командом Штаба 23. дивизије, а потом у саставу 45. дивизије.
У рејону Сокобање разоружала је око 3500 војника из састава бугарске 25. дивизије 7. септембра и ослободила од четника Криви Вир 13. септембра. Посебно се истакла у одбрамбеним борбама код Дрињаче где је од 25. до 28. јануара 1945. сама задржала Немце, који су се пробијали из Вишеграда и Власенице, до доласка осталих снага 45. дивизије. Дана 24. фебруара ослободила је јако усташко упориште Грачаницу и отворила пут ка Добоју, а 28—29. априла заједно са 23. и 24. српском бригадом ослободила је Босанску Дубицу. Прва је продрла у Загреб 8. маја, заузела радио-станицу и њен штаб је објавио ослобођење града, затим је учествовала у гоњењу непријатеља правцем Загреб—Клањец—Цеље и у заробљавању непријатељевих снага у рејону Цеља и Зиданог Моста.